# Komsomolski (Rostov)
Komsomolski — Комсомольский (rus) — és un possiólok a l'óblast de Rostov, a Rússia, segons el cens rus del 2010 tenia 567 habitants. Pertany al districte de Zernograd.